# جيمس فيرغسون (سياسي)
جيمس فيرغسون هو سياسي كندي، ولد في 19 أغسطس 1925، وتوفي في 26 فبراير 2013.